# Bitwa pod Peiwar Kotal
Bitwa pod Peiwar Kotal – starcie zbrojne, które miało miejsce 2 grudnia 1878 w trakcie II wojny brytyjsko-afgańskiej.

## Preludium
Po I wojnie brytyjsko-afgańskiej Brytyjczycy traktowali Afganistan jako państwo buforowe, rozgraniczające strefy wpływów Wielkiej Brytanii i Rosji w Azji Środkowej. Wielkie zaniepokojenie wywołał więc w brytyjskich Indiach fakt przysłania na dwór w Kabulu rosyjskiej misji dyplomatycznej. Wicekról lord Lytton zażądał on afgańskiego władzy, Szer Alego Chana, aby ten przyjął także brytyjskie poselstwo. Szer Ali odmówił. Lytton ponowił żądanie, grożąc w razie jego niespełnienia wojną.
Termin ultimatum przedstawionego Szer Alemu minął 20 listopada 1878 r. Tego dnia wojska brytyjskie wkroczyły do Afganistanu rozpoczynając II wojnę brytyjsko-afgańską. Brytyjczycy podzieli swoją armię na trzy części. Z Peszawaru maszerowała najliczniejsza jej część, Siły Polowe Doliny Peszawaru generała-porucznika Browne’a. Na Kandahar szły Siły Polowe Południowego Afganistanu generała-porucznika Stewarta. Prosto na Kabul uderzały natomiast Siły Polowe Kurram generała-majora Fredericka Robertsa.
Roberts miał pod swoimi rozkazami 4000 żołnierzy. Bezpośrednio Robertsowi podlegał 1 szwadron 10 pułku huzarów oraz 12 pułk kawalerii bengalskiej. Artyleria składała się z baterii F Królewskiej Artylerii Konnej, 1 Baterii Górskiej oraz 3 dział baterii G Królewskiej Artylerii. Piechota była podzielona na dwie brygady. 1 Brygadą dowodził brygadier-generał Cobbe. Składała się ona z 2 batalionu 8 pułku piechoty Króla, 29 pułku bengalskiej piechoty i 5 pułku piechoty Pendżabu. 2 Brygada brygadiera-generała Thelwalla składała się z 72 pułku piechoty, 23 pułku bengalskiej piechoty, 2 pułku piechoty Pendżabu oraz 5 pułku Gurkhów.

## Przełęcz Peiwar Kotal
Armia Robertsa przekroczyła rzekę Kurrum w dniu 21 listopada 1878 r. i rozpoczęła marsz do Thal. W celu zdobycia tej twierdzy i wyeliminowania tamtejszego garnizonu, Roberts wysłał przodem 29 pułk bengalskiej piechoty i baterię artylerii górskiej. Siły brytyjskie dotarły do Thal i zajęły twierdzę, ale afgański garnizon zdążył się ewakuować. Armia brytyjska rozpoczęła marsz przez dolinę Kurrum. 27 listopada w Forcie Kurrum zebrały się wszystkie oddziały i Roberts zdecydował się zaatakować przełęcz Peiwar Kotal, stanowiącą wyjście z doliny.
Szturm rozpoczął się 28 listopada. Brytyjczycy nacierali na afgańskie pozycje w dwóch kolumnach. Teren bitwy sprzyjał obronie. Obsadzający wyżej położone pozycje Afgańczycy zasypywali ogniem atakujące brytyjskie kolumny, a strome i zalesiony ściany doliny utrudniały brytyjski atak. Roberts miał nadzieję, że uda mu się zdobyć przełęcz zanim Afgańczycy zorganizują obronę. Wzdłuż południowej ściany doliny posłał do ataku 29 pułk bengalski i 5 pułk Pendżabu. Oba pułki rychło dostały się pod silny ogień obrońców. Przy wsparciu ze strony 5 pułku Gurkhów Brytyjczycy cofnęli się i założyli obóz, jednak w nocy Afgańczycy ostrzelali go z dział, zmuszając Brytyjczyków do dalszego odwrotu.
Niepowodzenie szturmu sprawił, że Roberts zrezygnował z czołowego ataku na afgańskie pozycje. Pozostawił więc w dolinie niewielkie siły, które miały skupiać uwagę obrońców, a sam rozpoczął przygotowania do obejścia afgańskich stanowisk. Podzielił swoją armię na trzy części. W dolinie Kurrum miały pozostać 8 pułk piechoty 5 pułk Pendżabu. Przełęcz od południa miały obejść nieregularne oddziały majora Palmera. 1 grudnia Roberts ruszył do doliny Spingawi na czele trzeciego oddziału składającego się z 72 pułku, 23 i 29 pułku bengalskiego, 5 pułku Gurkhów, 2 pułku Pendżabu oraz baterii artylerii górskiej.
Na czele maszerował 29 pułk bengalski. Jego żołnierze przez nieuwagę oddali kilka strzałów, przez co Roberts pomyślał, że chcą oni sabotować atak. Na czele postawił więc pułk Gurkhów. Po przejściu przez dolinę 5 pułk Gurkhów oraz 72 pułk zaatakowały afgańskie pozycje na przełęczy Spingawi. Afgańczycy zostali wyparci, porzucając dwa działa. Wówczas Brytyjczycy ruszyli wzdłuż grani w kierunku Peiwar Kotal, ale zostali zatrzymani przez wąwóz obsadzony z drugiej strony przez Afgańczyków.
Tymczasem oddziały z doliny atakowały przełęcz od czoła i w końcu wdarły się na grzbiet doliny. Kiedy Gurkhowie i żołnierze 72 pułku walczyli wciąż nad wąwozem, pozostałe oddziały Robertsa okrążyły od północy afgańskie pozycje. Bateria górska otworzyła ogień do przeciwników. Oddziały znad wąwozu okrążyły przeszkodę zmuszając Afgańczyków do odwrotu. 8 pułk zdobył Peiwar Kotal i połączył się z nadciągającymi z południa oddziałami Palmera. Pozycje afgańskie zostały zdobyte. Wycofujące się oddziały przeciwnika ścigał jeszcze 12 pułk kawalerii bengalskiej.

## Dalsza kampania
Przez kolejne 4 dni Siły Polowe Kurrum pozostawały na przełęczy Peiwar Kotal zbierając porzucone przez Afgańczyków uzbrojenie. Rannych odesłano do Kurrum. 6 grudnia Brytyjczycy ruszyli do Ali Khel, a następnie doszli do przejścia Shutagardan. Jednak z powodu nadciągającej zimy Brytyjczycy powrócili do doliny Kurrum. Wiosną 1879 r., po nadejściu posiłków i zaopatrzenia, armia Robertsa ruszyła na Kabul.
Szer Ali Chan uciekł z Kabulu na wieść o zbliżaniu się wojsk brytyjskich. Zmarł 21 lutego w Mazar-i Szarif. Tron objął jego syn, Jakub Chan, który przystąpił do rokowań z Brytyjczykami. Ich efektem stał się traktat w Gandamak, który przyznawał Wielkiej Brytanii pograniczne tereny oraz prawo do przysłania na dwór afgański misji dyplomatycznej. Na jej czele stanął Pierre Louis Napoleon Cavagnari. Jego morderstwo we wrześniu 1879 r. doprowadziło do wznowienia brytyjskich działań przeciwko Afganistanowi.